# Odvíčkovací vidlička

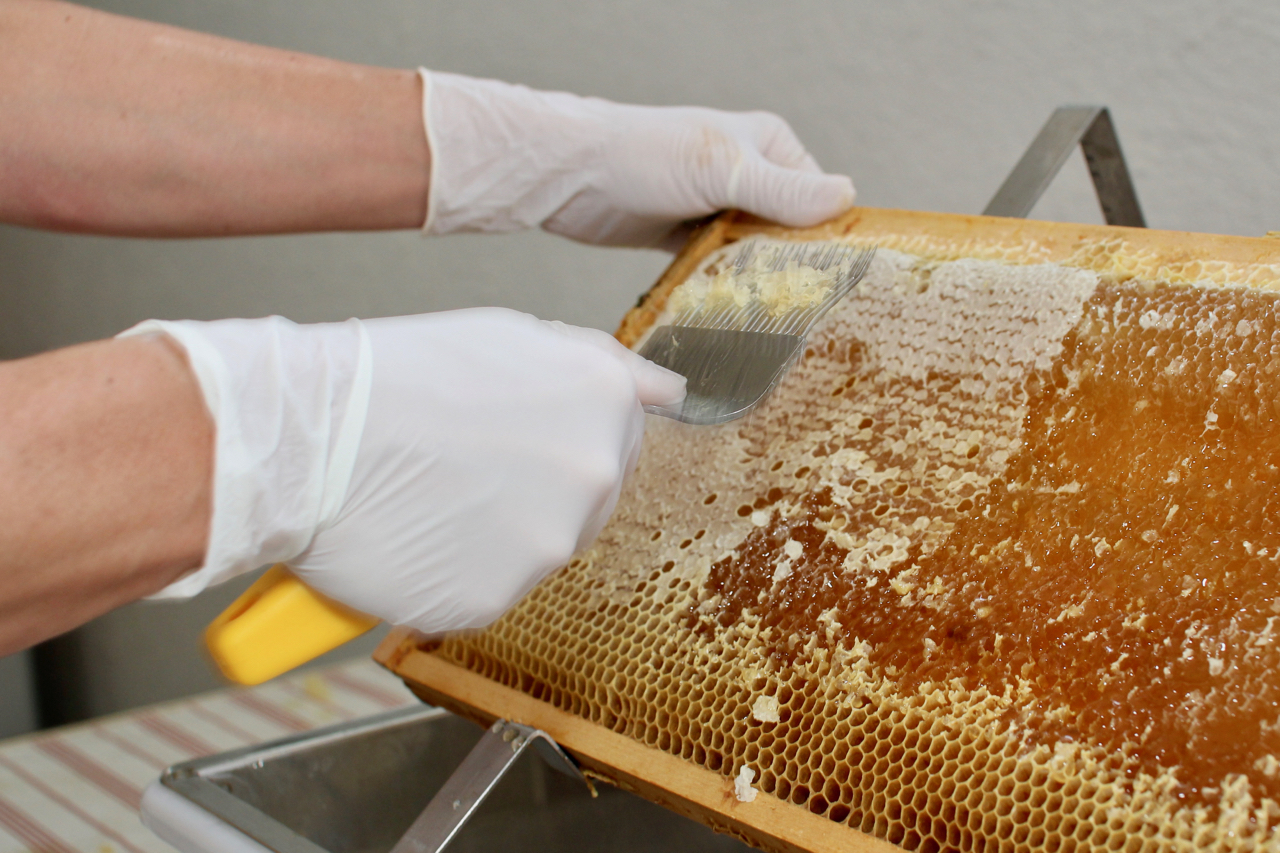
Odvíčkovací vidlička

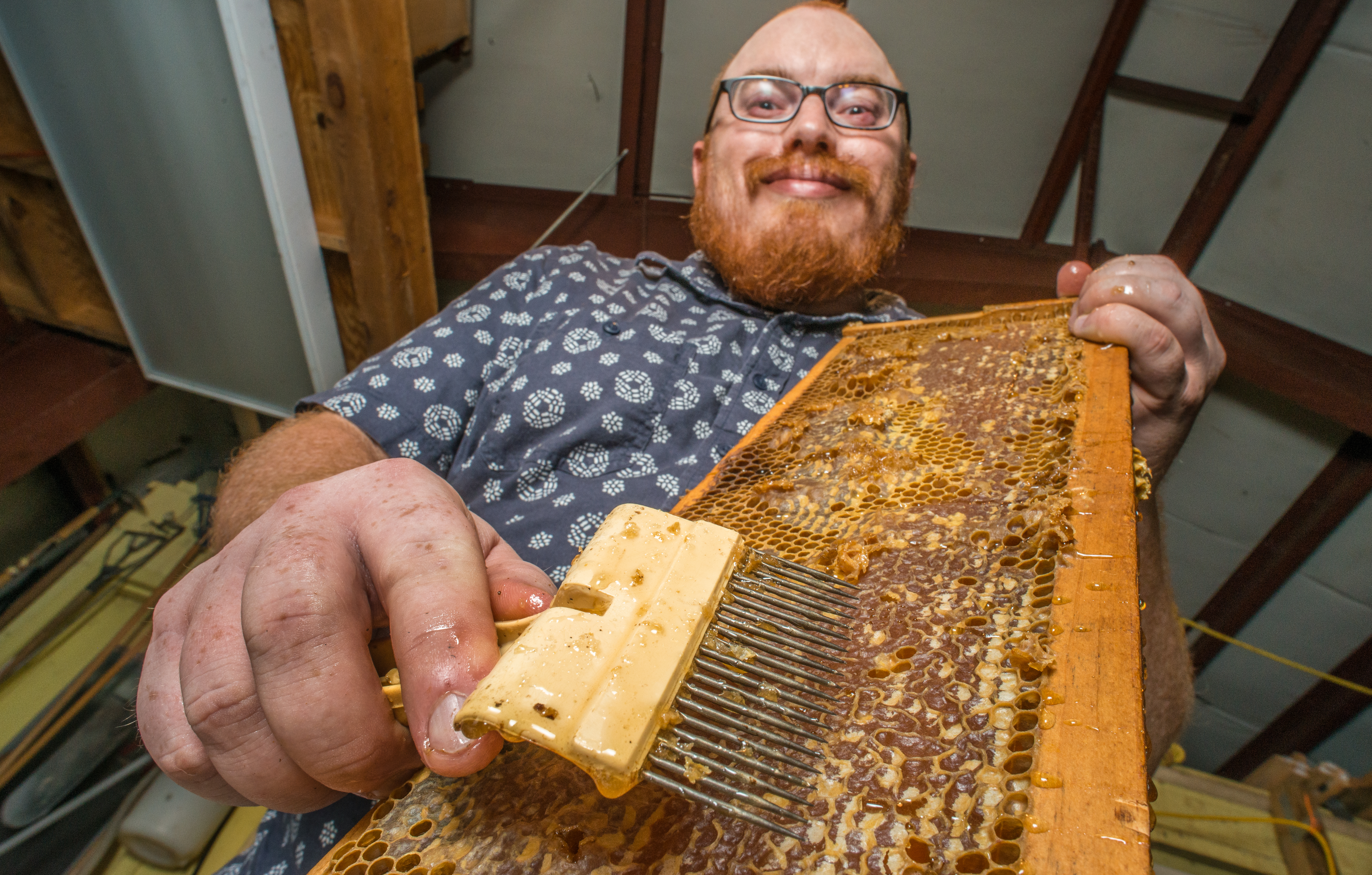

Odvíčkovací vidlička je nástroj k „odvíčkování“ pláství. Je základní pomůckou každého včelaře. 

## Použití
Používá se k odstranění zavíčkovaných částí plástve voskovými víčky (kovovými hroty se zajede pod víčka a opatrně se odstraní). Slouží při získávání medu, nikoliv při prohlídce včel. Kromě vidličky mohou být používány i další pomůcky, které slouží pro odvíčkování, například odvíčkovací nůž. 

## Využití víček
Víčka lze roztavit a použit k výrobě vosku. Některé zdroje doporučují rovněž víčka žvýkat pro obsažené zdravotně prospěšné látky. 
Z víček lze též vyrobit alkoholový macerát zvaný víčkovice.